# Boomerang
Il boomerang o bumerang è uno strumento da lancio, tipicamente costruito con sezioni di profilo alare e progettato per ruotare attorno a un asse perpendicolare alla direzione del suo volo. Un boomerang che ritorna è progettato per tornare al lanciatore, mentre un boomerang che non ritorna è progettato come un'arma per lanciare dritto. Ha la sua origine in primitive armi da lancio usate dagli aborigeni australiani per la caccia e in guerra. La forma dei boomerang è sottile e ricurva, e conferisce al boomerang proprietà aerodinamiche che influiscono sulla sua traiettoria e sul suo movimento in aria:
- mentre è in volo, il boomerang ruota su sé stesso; in questo modo, le sue estremità possono colpire con violenza la testa dell'animale cacciato;
- oltre che a percorrere distanze notevoli, percorre anche una traiettoria curva;
- se è stato lanciato correttamente, può compiere una traiettoria ellittica tornando alla persona che l'ha lanciato.
- la versione che torna indietro viene utilizzata solo a scopo ludico, mentre la versione usata per la caccia segue una traiettoria lineare

Il boomerang è noto in occidente soprattutto per quest'ultima proprietà, spesso reinterpretata un po' impropriamente come un "pericolo" per il lanciatore. La parola "boomerang" viene spesso usata anche metaforicamente per indicare un'azione che si ritorce contro chi l'ha iniziata. Fu il capitano Cook, nel 1770, ad assegnare a questo strumento il nome di boomerang, mutuandolo dalla lingua della popolazione locale Tharawal.

## Storia
Strumenti simili al boomerang sono diffusi in gran parte del mondo; per esempio, alcuni popoli europei disponevano di scuri da lancio capaci di traiettorie ricurve, e qualcosa di simile veniva usato in Egitto dai faraoni per cacciare gli uccelli. Tuttavia, i boomerang intesi in senso stretto sono tipici ed esclusivi delle culture aborigene australiane. Lo stesso nome boomerang viene dalla lingua della tribù australiana Turuwal, originaria della zona di Sydney.
Gli aborigeni australiani hanno realizzato diversi strumenti affini al boomerang (o diverse varianti del boomerang). Oltre che per la caccia, i boomerang venivano usati nei combattimenti tribali; a tale scopo, alcune tribù svilupparono varianti con forma più allungata e asimmetrica, che avevano la caratteristica di potersi agganciare a uno scudo e colpire, ruotando, la testa dell'uomo che lo reggeva.
Oggi gli aborigeni fabbricano boomerang soprattutto per venderli ai turisti, spesso decorandoli con immagini che riproducono i diversi stili della pittura aborigena. Accanto alla produzione artigianale si è sviluppata anche una produzione industriale orientata al mercato dei souvenir.

## Sport

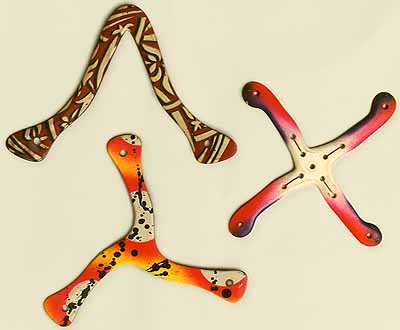
Boomerang sportivi moderni

Dalla tradizione aborigena del boomerang sono anche derivate una serie di discipline sportive; gli strumenti che si usano (spesso detti boom o rang) possono essere di legno ma anche di plastica o di materiali compositi.

## Nello spazio
Dietro suggerimento di Yasuhiro Togai, campione mondiale della disciplina, l'astronauta della Stazione spaziale internazionale Takao Doi ha eseguito prove di lancio del boomerang in condizioni di microgravità, rilevando che il comportamento dell'oggetto è del tutto analogo a quello osservato sulla Terra.

## Il boomerang nella cultura di massa
La caratteristica traiettoria curva del boomerang lo rende uno strumento particolarmente adatto alla farsa. In numerosi cartoni animati e film comici, il maldestro lanciatore viene colpito dal proprio boomerang, che non raramente lo raggiunge nei modi più improbabili nonostante i tentativi della vittima di fuggire al proprio "destino".